# Khonvoum
Khonvoum es un dios de la mitología pigmea, del pueblo Bambuti en África central.

## Leyenda
Khonvoum es el creador del pueblo pigmeo Bambuti. Él gobierna los cielos y cuando el sol pone, él recoge pedazos de las estrellas y las tira al sol para que pueda subir el próximo día en su máximo esplendor. Él es también descrito como 'el gran cazador', dios de la caza, y lleva un arco hecho de dos serpiente que aparece a los mortales como un arco iris. 
Se dice que Khonvoum contacta a las personas por medio del elefante mítico llamado Gor (el thunderer) o a través de un camaleón. 
Khonvoum habría creado a las personas blancas y negras a partir de las arcillas blanca y negra respectivamente, y a los Pigmeos de la arcilla roja. Para ellos él creó también la selva con su vegetación y vida animal.